# Дженни (озеро)
Дженни (англ. Jenny Lake) — озеро на северо-западе штата Вайоминг, США. Расположено на территории национального парка Гранд-Титон, на высоте 2067 м над уровнем моря. Озеро имеет ледниковое происхождение и образовалось примерно 12 000 лет назад во время последнего ледникового максимума. Наибольшая глубина озера оценивается в 129 м, а его площадь составляет 482 га. Дженни является главным координационным центром национального парка Гранд-Титон, откуда начинаются множество туристических троп и маршрутов, отсюда же по одному из альпинистских маршрутов можно сделать восхождения на хребет Титон.
Озёра Джексон и Дженни являются единственными в национальном парке Гранд-Титон, на которых разрешено использование моторных лодок. Проводившиеся в 2005 году пробы воды в водоёмах национального парка показали, что Дженни, как и все остальные озёра не имеют загрязнений.
Озеро огибает тропа Дженни-лейк-трейл, которая является ключевым объектом в дневных и ночных походах вокруг Дженни. Длина тропы 11,4 км и она считается относительно простой для прохождения, так как прирост в высоте по мере приближения к каньону Каскейд составляет всего 210 м, отсюда же можно попасть и в сам каньон.
Названо в честь индеанки из народа шошонов, жены англичанина Ричарда Ли. Дженни. Она помогала геологической экспедиции в 1872 году. Умерла от оспы в 1876 году.

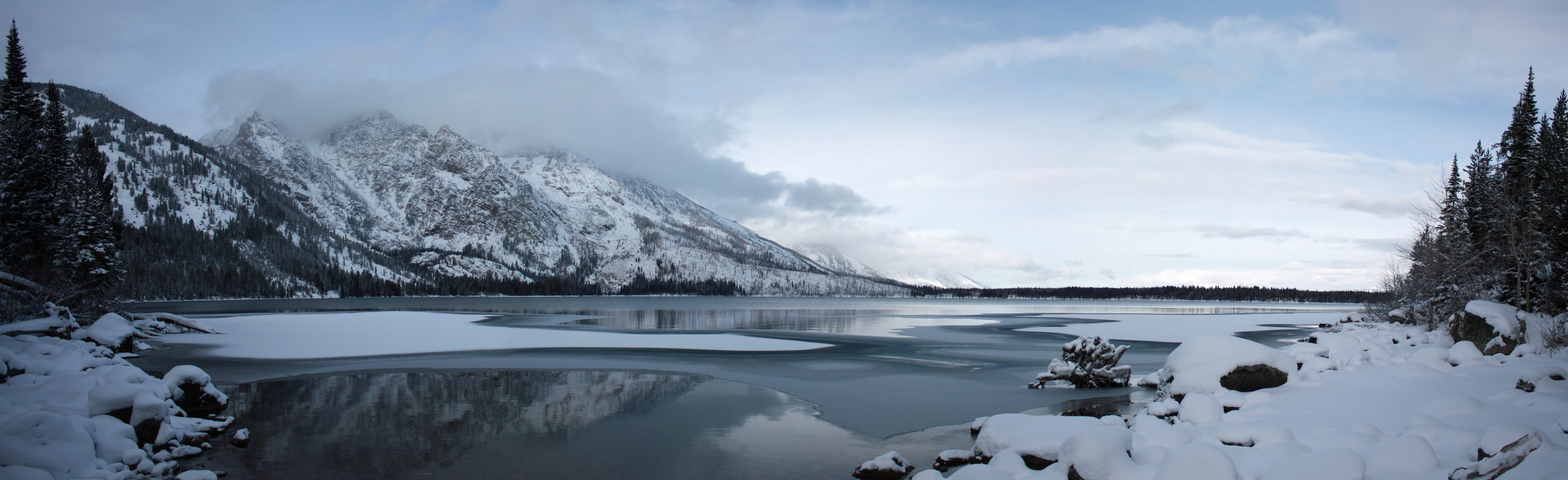
Озеро Дженни в декабре